# Porta Bohemica

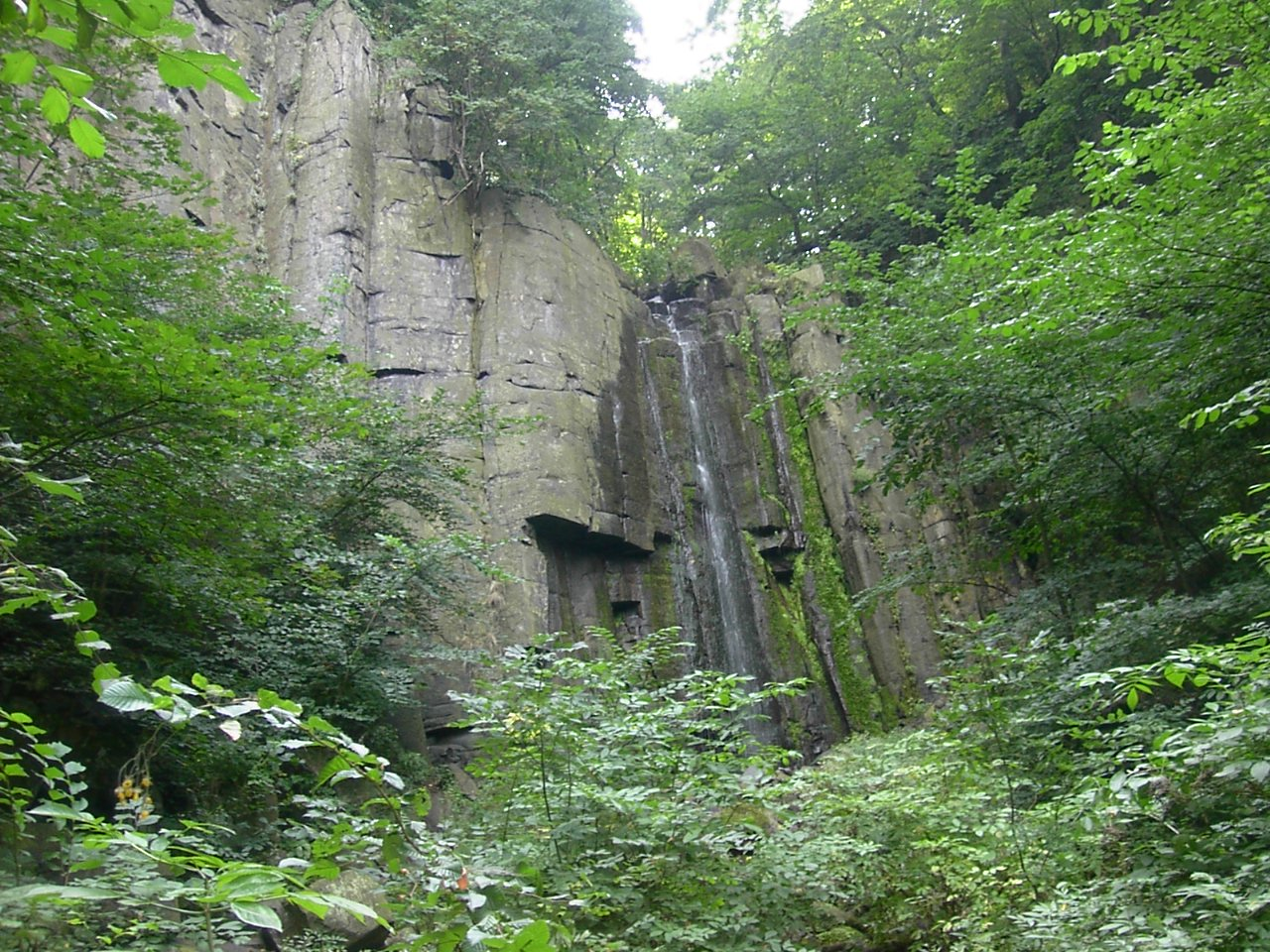
Vodopád nad Vaňovem

Brána Čech (latinsky Porta Bohemica) je kaňonovité údolí Labe, kterým řeka vstupuje do Českého středohoří. Údolí se táhne v délce zhruba tří kilometrů od Malých Žernosek na severozápad až k obci Litochovice nad Labem.

## Charakteristika
Řeka Labe zde vytvořila krajinu s hlubokým zářezem říčního údolí do Českého středohoří. Panorama je možné pozorovat z mnoha míst, na pravém břehu je to vrch Varhošť s rozhlednou z roku 1973, na levém břehu pak Labská vyhlídka od kostela sv. Barbory v Dubicích. Pod dubickým kostelíkem se nachází obec Dolní Zálezly, která byla proslulá vinařstvím, podobně jako nedaleké Velké a Malé Žernoseky. Toto letovisko také navštívil spisovatel Franz Kafka. Nedaleko od Velkých Žernosek se na pravém břehu Labe také nachází výrazný rulový skalní ostroh Kalvárie se třemi kříži a se stejnojmennou přírodní rezervací.
Na pravém břehu Labe se nachází Církvice s barokním kostelem Nanebevzetí Panny Marie, vedle kterého stojí hrázděná zvonice. Blíže k Ústí nad Labem se návštěvníkům otevře výhled na údolí Labe s hradem Střekovem. Na levém břehu Labe se nachází ves Vaňov se skalním útvarem Vrkočem. Hned vedle něj lze ve skalách najít největší vodopád na Ústecku (Vaňovský vodopád). Časté sesuvy obyvatelům Vaňova stále připomínají, že České středohoří je jedním z geologicky nejmladších pohoří v Česku. Podobné přírodní útvary se nacházejí i na protilehlém břehu Labe v Brné: jsou to například Průčelská rokle a rezervace Sluneční stráň s naučnou stezkou. Svého času sem přijížděl načerpat inspiraci pro svá díla i německý spisovatel Karl May nebo německý hudební skladatel Richard Wagner.
Porta Bohemica tvoří z geomorfologického hlediska Oparenskou část Lovošské vrchoviny, která je podokrskem Českého středohoří.